# Tetětice (Počenice-Tetětice)
Tetětice (deutsch Tetietitz, früher Tettetitz) ist ein Ortsteil der Gemeinde Počenice-Tetětice in Tschechien. Er liegt 11 Kilometer südwestlich von Kroměříž und gehört zum Okres Kroměříž.

## Geographie
Tetětice befindet sich in den nördlichen Ausläufern des Litentschitzer Hügellandes. Das Dorf liegt am westlichen Fuße der Hambalky (374 m) über den Quellmulden der Bäche Tetětický potok und Haná. Nördlich erheben sich die Hájky (348 m), im Nordosten die Čizová (363 m), östlich die Hambalky und der Troják (Dreystein, 396 m), im Süden die Přední díly (343 m) sowie nordwestlich der Vejvaň (298 m).
Nachbarorte sind Dřínov, Vitčice und Vlčí Doly im Norden, Srnov und Věžky im Nordosten, Popovice und Rataje im Osten, Šelešovice, Nětčice und Medlov im Südosten, Troubky, Zdislavice, Vinohradčík  und Hoštice im Süden, Slížany und Morkovice im Südwesten, Počenice im Westen sowie Uhřice und Unčice im Nordwesten.

## Geschichte
Die erste schriftliche Erwähnung des Gutes Teczeticze erfolgte 1358. Im Jahre 1391 wurde der Ort als Teteczicz, 1437 als Teteticze und Tetietycz, 1507 als Theteticz und ab 1511 als Teteticz bezeichnet. Im Laufe der Zeit verlor das Gut seine Eigenständigkeit und kam an die Herrschaft Nezamyslice.
Nach der Aufhebung der Patrimonialherrschaften bildete Tetetice / Tettetitz ab 1850 eine Gemeinde in der Bezirkshauptmannschaft Kremsier. Der heutige Ortsname Tetětice wird seit 1924 verwendet. Mit Beginn des Jahres 1961 erfolgte der Zusammenschluss mit Počenice zu der Gemeinde Počenice-Tetětice. Im Jahre 1991 lebten in dem Dorf 257 Personen. Beim Zensus von 2001 wurden 104 Häuser und 285 Einwohner gezählt.

## Sehenswürdigkeiten
- Kapelle des hl. Schutzengel mit Glockenturm, im südlichen Teil des Dorfes, errichtet 1836
- Stauweiher Haná, nördlich des Dorfes am gleichnamigen Bach